# Stazione di Horsens
La stazione di Horsens (in danese Horsens Banegård) è una stazione ferroviaria a servizio dell'omonima città danese.